# Kolínská církevní provincie

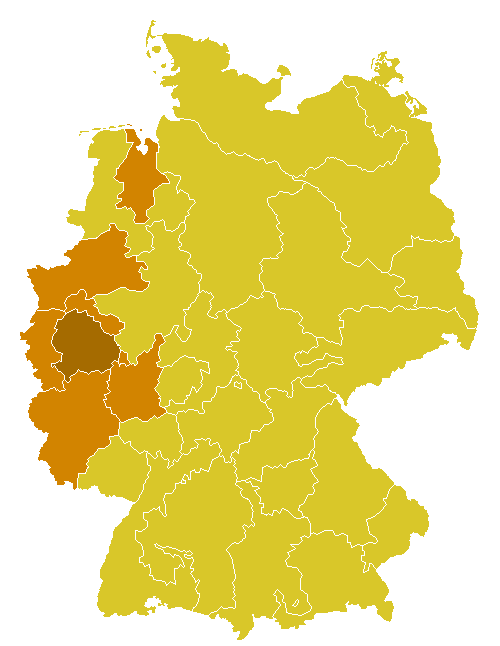
Kolínská církevní provincie na mapě Německa

Kolínská církevní provincie je církevní provincie římskokatolické církve v Německu. Byla založena roku 795 a zahrnuje kolínskou arcidiecézi spolu s cášskou, essenskou, limburskou, münsterskou a trevírskou diecézí. Od roku 2014 je jejím metropolitou Rainer Maria Woelki.

## Členění
Ke kolínské církevní provincii patří:
- Arcidiecéze kolínská
  - Diecéze cášská
  - Diecéze essenská
  - Diecéze limburská
  - Diecéze münsterská
  - Diecéze trevírská

## Metropolité
Současným metropolitou kolínské církevní provincie je od roku 2014 kardinál Rainer Maria Woelki.